# Toilet-Bound Hanako-kun
Toilet-Bound Hanako-kun (地縛少年花子くん, Jibaku shōnen Hanako-kun) est une série de manga écrite et dessinée par AidaIro. L'histoire suit les aventures surnaturelles et les relations entre les protagonistes, Nene Yashiro, une humaine romantique désespérée et quelque peu excentrique, Kō Minamoto, un jeune prêtre exorciste, et Hanako, un mystérieux fantôme qui se dissimule dans les toilettes des filles de son école.
Le manga est prépublié dans le magazine Monthly GFantasy de Square Enix depuis décembre 2014. Une version française est éditée par Pika Édition depuis juin 2021.
Une adaptation en une série télévisée d'animation par le studio Lerche est diffusée entre le 10 janvier 2020 et le 28 mars 2020. Une saison 2 est également annoncée et diffusée de janvier à mars 2025. Un deuxième cours est diffusé dpeuis juillet de la meme année.

## Synopsis
À l'Académie Kamome, des rumeurs courent sur sept mystères qui hanteraient l'école. Le 7e mystère, le plus connu, est celui du fantôme d'une jeune fille décédée, qui hanterait les toilettes des filles du 3e étage, et bapitisé « Hanako-san des toilettes ». « La légende raconte que si vous toquez trois fois à la 3ème porte des toilettes, Hanako-san apparaitra et pourra exaucer votre vœu en échange de quelque chose qui vous est cher ! » (Citation du tome 1). Quand Nene Yashiro, une lycéenne en première année, entend cela, elle se précipite pour demander à Hanako-san que son crush tombe amoureux d'elle. Mais Hanako-san se révèle être un jeune garçon espiègle et pas très sérieux, tandis que Nene commet une erreur qui l'oblige à devenir l'assistante du fantôme. L'histoire suit donc leurs aventures, avec pour but de maintenir l'équilibre entre le monde surnaturel et le monde des humains. Plus tard, un autre personnage rejoindra la bande : Kō Minamoto, un élève de 3e descendant d'une lignée d'exorcistes. Nene va tisser des liens avec Hanako et va chercher à en savoir plus sur le sombre passé du fantôme. Elle va aussi rencontrer d'autres êtres surnaturels, notamment les six autres mystères de l'école, et apprendre à connaître ses camarades de classe.

## Personnages

### Personnages principaux
Nene Yashiro (八尋 寧々, Yashiro Nene)
Voix japonaise : Akari Kitō (ja),
Nene est une lycéenne de 15 ans à l'Académie Kamome. Romantique invétérée, elle invoque Hanako, le 7e Mystère de l'école, pour que Teru Minamoto, un garçon populaire de son lycée, tombe amoureux d'elle. Après avoir avalé une écaille de sirène avec Hanako, elle se lie à lui pour l'éternité et devient son assistante. De ce geste, elle hérite d'une malédiction qui la change en poisson au contact de l'eau : pas très utile mais parfois utilisé par Hanako pour la punir.
Nene Yashiro est une adolescente gentille et confiante. Elle est assez excentrique et peut avoir des idées bizarres. Sa meilleure amie est Aoi Akane. Son plus gros complexe, ce sont ses jambes, que les personnages adorent comparer à des radis blancs (daikon). Elle a été appelée "miss radis blanc" ou "daikon senpai" (en version originale) par Sôsuke Mitsuba dans le territoire du Miroir Infernal.
Nene se lie d'amitié avec Kō Minamoto, le frère de Teru Minamoto, un petit exorciste en 3ème. Avec Hanako, ils forment un trio inséparable.
Hanako-kun (花子くん)
Voix japonaise : Megumi Ogata,
Connu comme le 7e Mystère de l'Académie Kamome, il est chargé de maintenir l'équilibre entre le monde des esprits et celui des humains. Sa rumeur « Hanako, l'esprit des toilettes » le présente comme exauçant des vœux à ceux qui l'invoquent à condition qu'ils paient un prix convenable, incitant Nene à l'approcher. En tant que chef des Sept Mystères, il possède un pouvoir incroyable et se bat avec un couteau de cuisine qu'il avait avant sa mort. Il est accompagné de deux jōdai blancs (白杖代, Hakujōdai) dont un nommé Blancheur. Lorsque Nene s'est infligée la malédiction de la sirène sur elle-même qui l'a amenée à se transformer en poisson, il a ingéré l'autre moitié de la malédiction sous la forme d'une écaille pour aider à atténuer ses effets et lui permettre de se transformer uniquement au contact de l'eau, en retour elle est devenue son assistante. Il est souvent considéré comme joyeux, enfantin et extrêmement espiègle, mais il se sert de ces émotions pour cacher ses vrai émotions masquées au fond de lui. Même si cela ne se voit pas à première vu, il se soucie énormément de Nene (il va même l'expliquer dans le tome 12).
SPOLIER : Peu de choses ont été révélées sur son passé. Hanako était autrefois un élève de l'Académie Kamome sous le nom Amane Yugi (柚木 普, Yugi Amane) qui a peut-être été maltraité pendant son enfance vu les cicatrices sur son bras dans le flash back du tome 3. En tant qu'élève, il nourrissait un amour pour l'astronomie et était destiné à devenir professeur d'astronomie, jusqu'à ce qu'il tue son jeune frère jumeau Tsukasa Yugi changeant ainsi son avenir et le coinçant à l'école jusqu'à ce qu'il paye pour ses pêchés.
Kō Minamoto (源 光, Minamoto Kō)
Voix japonaise : Shōya Chiba (ja),
Kō fait partie de la division du collège de l'Académie Kamome et le deuxième fils d'une famille d'exorcistes. Il possède un outil d'exorcisme (Raiteijou) qui a été par la suite scellée par Hanako car, il ne maîtrisait pas vraiment son outil, l'électrocutant. Il est d'abord venu dans cette école pour exorciser Hanako, mais devient rapidement ami avec lui et Nene. Kō possède une personnalité courageuse, bienveillante et directe, préférant sauter tête baissée dans les choses, et a la capacité de voir les êtres surnaturels naturellement. Il a tendance à avoir des ennuis parce qu'il est plutôt crédule et inexpérimenté, mais il compense cela avec effort et détermination. Une blague récurrente dans la série est la façon dont il porte un porte-bonheur comme une boucle d'oreille sur son oreille droite, ce que Sōsuke Mitsuba se moque comme une « boucle d'oreille de sécurité routière de mauvais goût » ce qui lui a valu ce surnom par la suite. Son frère est Teru Minamoto, le "prince du lycée" d'après Nene.
Sōsuke Mitsuba (三葉 惣助, Mitsuba Sōsuke)
Voix japonaise : Daiki Kobayashi (ja)
Mitsuba était le camarade de classe de Kō, il y a quelques années, décédé peu de temps après. Avec un joli visage et une attitude quelque peu narcissique, Mitsuba a un amour pour la photographie, ne prenant que des photos de choses qu'il aimait ou de choses qui étaient importantes pour lui. On le voit également avoir des problèmes de confiance en lui qu'il couvre d'une bravade arrogante. Avant de mourir, il était un enfant calme qui essayait d'être agréable, mais réalisa en mourant qu'il se faisait oublier. Après sa mort, il est devenu un fantôme hantant les casiers scolaires de l'Académie Kamome jusqu'à ce que Kō le prenne en flagrant délit et décide de l'aider à mourir en paix. Le regret de Mitsuba était qu'il n'était pas en mesure de se faire de bons amis et de rester avec eux pour toujours, révélant qu'il s'agit de Tsukasa qui a diffusé une rumeur altérée à son sujet, le transformant en monstre en raison de son souhait initial vague et forçant Hanako à le vaincre.
Plus tard, Mitsuba est ramené par Tsukasa après avoir conservé une partie de son âme ; sa raison. Le Mitsuba nouvellement formé par des entités inférieures, a été persuadé de manger le cœur du 3e Mystère afin de gagner plus de puissance et il devient désormais le nouveau Mystère et maître du Miroir infernal. Bien qu'il ne soit pas l'original, Mitsuba porte toujours la même personnalité et les mêmes rêves que l'ancien, avec un nouveau souhait de redevenir un humain pour profiter de la vie avec ses amis. Son souhait est cependant considéré comme impossible, car il n'y a pas de retour en arrière possible, comme le disent Hanako et Teru Minamoto.

### Les Sept Mystères
Les Sept Mystères de l'Académie Kamome sont les sept rumeurs surnaturelles les plus célèbres de l'école, ainsi que celles qui maintiennent la sécurité des élèves contre les êtres surnaturels meurtriers. À leur tête, Hanako, qui est le 7e mystère et également le plus célèbre. Chacun d'entre eux ont un « territoire » dans une partie de l'école où leur pouvoir est le plus fort ce qui signifie qu'ils sont plus ou moins invincible sur cette zone (même si Tsukasa a réussi à tuer un mystère sur le territoire de ce dernier), et un « yorishiro » qui est un élément ou un objet ou une personne précieux aux mystères incarnant la source de leur pouvoir. De tels territoires sont souvent également des portes d'entrée sur la Terre Lointaine où résident d'autres apparitions. Lorsque le yorishiro d'un Mystère est détruit, le siège et le pouvoir d'un mystère sont également supprimés, le yorishiro est ainsi principalement conservé dans la région la plus profonde du territoire ou protégé par le Mystère.
Les Trois gardiens de l'horloge (三人の時計守, Sannin no Tokeimori)
Voix japonaise : Shunichi Toki
Connus sous le nom de 1er Mystère, les Trois gardiens de l'horloge surveillent la tour de l'horloge de l'Académie Kamome, chacun ayant le pouvoir respectif de rembobiner le temps (Surnommé Kako par Akane qui veut dire Passé, c'est un vieil homme), d'arrêter le temps ou d'accélérer le temps (Surnommée Mirai par Akane qui veut dire Futur, physiquement elle ressemble beaucoup à une gamine et elle aime les sucreries). L'un des camarades de classe de Nene et le vice-président du bureau des élèves; Akane Aoi (蒼井 茜, Aoi Akane), est un gardien par contrat. (voir "autres") Leur yorishiro est à ce jour inconnu.
L'Escalier Misaki (ミサキ階段, Misaki Kaidan)
Voix japonaise : Yukana (ja)
Connu sous le nom de 2e Mystère, l'Escalier Misaki est un escalier dans le coin du bâtiment de l'école en face de la salle d'art, la quatrième marche étant censée être une passerelle vers le monde des esprits. Ceux qui entrent ensuite dans le monde des esprits sont déchiquetés à mort par « Misaki » et voient leur sang éclaboussé sur l'escalier au coucher du soleil. La partie de l'escalier Misaki reliée au monde des esprits est une porte est gardée par Yako (ヤコ), un esprit renard qui peut se manifester comme une belle femme. Elle a rencontré une fois un enseignant de l'Académie Kamome nommé Misaki et est ensuite tombée amoureuse de sa gentillesse, décidant de se souvenir de lui même après sa mort. Cependant, avec les rumeurs sur son escalier qui ont changé, elle a été forcée de déchiqueter ceux qui étaient entrés dans son territoire dans le désir de reconstruire Misaki. Nene et Hanako ont réussi à la ramener à la normale après avoir abandonné son contrôle sur l'Escalier Misaki en détruisant son "yorishiro" qui était autrefois une paire de ciseaux pour les cheveux offert par Misaki à Yako quand il était encore en vie.
L'Enfer des Miroirs (カガミジゴク, Kagami Jigoku)
Connu sous le nom de 3e Mystère, le Miroir infernal est un territoire contrôlé par un surnaturel semblable à un oiseau qui révèle les peurs et les inquiétudes intérieures d'une personne. Il est ensuite tué par Tsukasa de manière brutale dans son territoire et ingéré par Mitsuba (voir la partie "Sôsuke Mitsuba"), qui devient alors le propriétaire du Miroir infernal. Son "yorishiro" est tout en haut.
Shijima Mei (シジマメイ)
Connue sous le nom de 4e Mystère « Esoragoto » (エソラゴト, litt. « Utopie »), elle était étudiante en arts de l'Académie Kamome qui, selon les rumeurs, se serait suicidée car ses parents n'approuvaient pas son choix de carrière. Shijima peut créer des dimensions fictives séparées de la réalité grâce à son art, que Hanako décide d'utiliser pour permettre à Nene de continuer à vivre au-delà de sa vie. En réalité, les rumeurs de Shijima sur sa vie étaient incorrectes, car elle était morte de maladie et non d'un suicide. Pendant son séjour à l'hôpital, la joyeuse et optimiste Shijima a décidé de dessiner une image conforme au thème de la vitrine des arts « Tower », imaginant un monde fictif à l'intérieur de son carnet de croquis où un autre, alternait sa vie en bonne santé, créant l'actuel Shijima qui est un être surnaturel pur qui a juré de la protéger. Quand elle est finalement décédée et que son dessin a été présenté, cela a engendré les rumeurs actuelles et fait du Shijima surnaturel un mystère de l'école. Son "yorishiro'' est un carnet de dessins précieux.
Les Archives de 16 heures (十六時の書庫, Jūroku-ji no Shoko)
Voix japonaise : Kenjirō Tsuda (ja)
Connue sous le nom de 5e Mystère, les Archives de 16 heures est une salle mystérieuse remplie de livres sur le passé, le présent et l'avenir de chaque élève, dont la porte n'est accessible qu'à 16h. Les livres peuvent être disponibles en blanc, noir et rouge, où le blanc enregistre sur les vivants, le noir enregistre la mort et le rouge fait référence aux livres ou chapitres interdits, généralement sur l'avenir. Le conservateur et créateur des Archives est en fait M. Tsuchigomori (土籠)  Ryûjirou, un être surnaturel ressemblant à une araignée qui a également une double personnalité en tant que professeur titulaire de l'Académie Kamome. Il était également le professeur principal de Hanako quand ce dernier était encore un petit garçon (Il lui a même donné une pierre lunaire qui est devenue par la suite son "yorishiro") et en sait beaucoup sur lui.
La Faucheuse (死神, Shinigami)
Selon Natsuhiko où il discute avec Kou dans le chapitre 65 du manga, "Le gardien de l'entre mort est un être surnaturel qui emmène les morts mais il peut donner aussi vie à ceux au bout de la mort" Il apparait pour la première fois dans le manga sur le chapitre 60 où il enlève Aoi car, elle possède le sang de Kannagi pour la sacrifiée. Une fois que Aoi est sacrifiée, cela entraîne la "severance" (rupture) entre le monde des êtres surnaturels et des humains, ce qui fait disparaître sous forme de triangle et enferme tous les 7 mystères dans leurs frontières de force. Son ''yorishiro'' est sa fiancée Sumire qui quand elle meurt, refait une boucle temporelle sans cesse d'avant son mariage jusqu'à sa mort (sacrifiée).

### Les êtres surnaturels de l'Académie Kamome
Outre les Sept Mystères, il existe d'autres êtres surnaturels moins puissants qui parcourent l'école. Ils s'appuient sur les rumeurs des élèves pour gagner de la puissance, contrairement aux Mystères qui ont déjà une énorme réserve de puissance puisqu'ils sont populaires et répandus parmi le corps étudiant.
Mokke (もっけ)
Voix japonaise : Yuri Yoshida (ja), Chitose Morinaga (ja), Mai Kanazawa (ja)
Les Mokke sont en réalité de petits êtres surnaturels ressemblant à des lapins qui aiment les bonbons, et ont un léger cas de kleptomanie, appréciant commettre de petits actes de vol aléatoires ce qui fait qu'Hanako après les avoir défusionner, a été obligé de récupérer les objets volés et de les rendre à leurs propriétaires. En raison de leur timidité et de leur apparence faible, les Mokke ont tendance à fusionner pour créer des créatures horribles pour combattre les ennemis, ce qui fait peur aux élèves et a entraîné une sale rumeur sur eux sur laquelle ce sont des fées qui volent tes affaires et qu'il ne faut surtout pas les regarder dans les yeux une fois qu'on les croises sinon c'est la mort, Nene a changé la rumeur par la suite. Dans le manga, les Mokke veulent devenir un des mystères de l'école, ce qui fait que quand Hanako montre un cas de faiblesse dans le spin off où il a attrapé un rhume surnaturel, ils ont tenté de le tuer pour finir par devenir très malades par la suite.
Kodama (木魅)
Voix japonaise : Ryōtarō Okiayu (ja)
Connu sous le nom de « l'Arbre des déclarations » (告白の木, Kokuhaku no ki). Il était connu pour être planté par « Le Dieu de la Romance ». Kodama est en fait un esprit sous la forme d'un arbre déterminé à répandre l'amour parmi les élèves, mais il peut être trop dérangeant et énergique avec ses méthodes. Après avoir été vaincu par Hanako, il prend la taille d'un brocoli, ayant été considérablement affaibli. On le voit de temps en temps quand Nene l'arrose et constate sa taille. Dans le tome 6, Néné a modifié la rumeur concernant l'esprit, "l'Arbre des déclarations" devenant "L'Arbuste au visage humain". À partir de ce moment-là, si on est amené à le croiser, il aura une influence bénéfique sur notre journée.

### Antagonistes
Tsukasa Yugi (柚木 つかさ, Yugi Tsukasa)
Voix japonaise : Megumi Ogata
Le jeune frère jumeau identique d'Amane (Hanako), à la différence c'est qu'il a des canines plutôt longues (comme ceux des chats). Quand ils étaient encore en vie, les jumeaux étaient censés être très proches jusqu'à ce qu'il soit tué au couteau par Hanako. Comme son frère, il possède une personnalité joyeuse et espiègle, mais en même temps un côté d'une brutalité inquiétante. Sa nature enfantine ne fait que rendre ses actions violentes encore plus dérangeantes. Ils ont tous les deux des convictions opposées, alors que Hanako souligne l'importance de maintenir de bonnes relations entre les humains et les êtres surnaturels, Tsukasa estime que les deux entités devraient simplement se comporter comme elles le souhaitent, même si cela signifie faire des ravages énormes. Il a également choisi d'exaucer les souhaits des êtres surnaturels, tout comme la façon dont son frère exauce les souhaits des humains qui l'invoquent. Il porte un kimono noir à manches courtes avec un hakama gris et un bouton blanc en dessous. Il a son sceau noir (comme les yorishiros des mystères) sur la joue droite et deux jōdai noirs (黒杖代, Kokujōdai), à l'opposé de Hanako.
Sakura Nanamine (七峰 桜, Nanamine Sakura)
Voix japonaise : Chika Anzai,
Une belle élève de 3e année de l'Académie Kamome et forcée d'être l'assistante de Tsukasa. Agissant en tant que présidente du club de radiodiffusion de l'école, elle l'aide à diffuser les rumeurs altérées des êtres surnaturels pour les plier à sa volonté. Elle est devenue l'assistante de Tsukasa en lui demandant d'exaucer son souhait, comme Nene avec Hanako. Elle a décidé de commencer à traiter le jeune frère Yugi comme s'il était un chat plutôt qu'un humain, rendant ses actions un peu plus acceptables.
Natsuhiko Hyūga (日向 夏彦, Hyūga Natsuhiko)
Voix japonaise : Takahiro Mizushima (ja),
Élève de 2e année de l'Académie Kamome et membre du club de radiodiffusion. Il est souvent vu essayant de gagner l'affection de Sakura (se prenant des coups de sa part) et aide Tsukasa dans ses plans. Sa personnalité désinvolte a tendance à le mener seul à des ennuis. Il est plutôt charmeur avec les jolies filles dont Nene.

### Autres personnages
Teru Minamoto (源 輝, Minamoto Teru)
Voix japonaise : Yūma Uchida (ja),
L'élève le plus populaire de l'école, le frère aîné de Kō et également le président du bureau des élèves. Comme Kō, il est un exorciste, mais depuis son jeune âge , il a été salué comme un génie. En revanche, il ne sait pas du tout cuisiner. Malgré son apparence belle, calme et douce, il est incroyablement perspicace, impitoyable et a un côté sadique, terrorisant fréquemment les Mokkes pour qu'ils lui servent de serviteurs bien qu'il les tolères car sa petite sœur les adore. Il adore ses jeunes frères et sœurs. Il déteste les êtres surnaturels et tente souvent d'exorciser Hanako jusqu'à ce que Kô intervienne et lui demande de lui laisser une chance afin de devenir un grand exorciste.
Tiara Minamoto (みなもと ちあら, Minamoto Tiara)
Elle est âgée de 5 ans, c’est la jeune sœur de Teru et de Kô elle n'a pas vraiment connue sa mère étant donné que cette dernière est tombée malade et est décédée quand Kô avait 9 ans, comme ses grands frères, elle peut voir naturellement les êtres surnaturels, a réussi dans le spin off "After School Hanako-kun" à battre un être surnaturel qui se faisait passer pour un vendeur de légumes qui lui voulait du mal en utilisant juste ses mains, quand elle faisait les courses pour ses frères et elle sait également faire des additions sans problèmes à son âge et a même mis en esclave un Mokke du nom de "Fairy" donné par Teru après les événements des élèves transformés en zombies à bonbons. Elle trouve les Mokke plutôt mignons.
Aoi Akane (赤根 葵, Akane Aoi)
Voix japonaise : Minako Satō,
Aoi est la camarade de classe de Nene et sa meilleure amie, et la fille la plus jolie et la plus populaire de l'école au point qu'énormément de garçons qu'elle ne connait pas lui déclarent leur amour ou la menacent (et se font détruire par Akane avec sa batte par la suite). Elle adore écouter les rumeurs sur les Sept Mystères et raconter leurs histoires à Nene. Que Nene note pour une raison quelconque, toutes les histoires que Aoi lui a déjà racontées semblent se réaliser. Cela semble être lié à ses origines en tant que personne qui possède le sang de Kannagi. Elle aime beaucoup les girafes.
En réalité, elle est égoïste et fait tout pour que les personnes l'aiment et ne supporte pas quand quelqu'un lui dit qu'il la hait au point d'en pleurer quand Akane lui avait dit ça. Elle meurt sacrifiée dans la frontière du n°6 au bout du chapitre 70, ce qui entraîne la "rupture".
Lemon Yamabuki (山吹 檸檬, Yamabuki Remon)
Voix japonaise : Genki Okawa (ja)
Un élève de 1re année de l'Académie Kamome et le meilleur ami d'Akane, il l'est devenu après une longue discussion avec ce dernier (de base, Akane a tenté de le tuer car, Aoi était tombée amoureuse de lui jusqu'à ce qu'il dise qu'elle a un corps de prépubère et que ça ne l'intéresse pas devant cette dernière). Il est souvent vu sur son téléphone. Après s'être entraîné devant l'arbre des confessions pour aider son ami à se déclarer auprès d'Aoi, les deux étaient prisonniers de la magie de l'arbre et étaient en couple (provisoirement) avant qu'Hanako utilise une stratégie avec Nene afin de détruire l'influence de l'arbre.
Akane Aoi (蒼井 茜, Aoi Akane)
Voix japonaise : Shunichi Toki
Il est l'un des camarades de classe de Nene et le vice-président du bureau des élèves, il est le meilleur ami de Lemon et est également le no 1 des sept mystères de l'école bien qu'il soit humain car il s'est fait piéger par les autres gardiens pour faire un pacte avec eux. (il déteste les êtres surnaturels dû à ça mais surtout Hanako car c'est un meurtrier.) jusqu'à la fin de sa scolarité soit 6 ans, il peut arrêter le temps pendant cinq minutes à la fois mais seulement à l'école. Il est amoureux d'Aoi qui est son amie d'enfance et sa voisine, il lui a fait énormément de déclarations d'amour toutes refusées avec un nombre minuscule de points et à chaque fois que des garçons lui font des déclarations d'amour, il les frappe violemment avec une batte qu'il garde toujours avec lui. En éjectant Hanako du corps de Nene, il a été piégé par une ruse de ce dernier, ce qui la fait s'être démasquer.
Yokoo Shun (横尾瞬)
Voix japonaise : Shoutarou Uzawa
Yokoo est un des amis de Kô, lui et Satou sont d'une grande aide pour ce dernier. Comme Aoi, ils se sont retrouvés dans les escaliers de Misaki mais ont été sauvés quand Nene ait détruit le yorishiro de Yako. Ils n'ont plus aucun souvenir de cette aventure. De temps en temps, ils trouvent que leur ami est un peu bizarre de parler tout seul vu qu'ils ne sont pas capable de voir les êtres surnaturels. Quand "Mirai" s'est échappée, ils se sont retrouvés en tant que jeunes hommes, grâce à l'intervention de « Kako », ils ont retrouvé leur véritable âge.
Satou Yomogi (佐藤蓬)
Voix japonaise : Teppei Uenishi
Satou est un des amis de Kô, lui et Yokoo sont d'une grande aide pour ce dernier. Comme Aoi, ils se sont retrouvés dans les escaliers de Misaki mais ont été sauvés quand Nene ait détruit le yorishiro de Yako. Ils n'ont plus aucun souvenir de cette aventure. De temps en temps, ils trouvent que leur ami est un peu bizarre de parler tout seul vu qu'ils ne sont pas capable de voir les êtres surnaturels. Quand "Mirai" s'est échappée, ils se sont retrouvés en tant que jeunes hommes, grâce à l'intervention de "Kako", ils ont retrouvés leur véritable âge.
Katakuri (カタクリ)
Un jeune garçon mystérieux, sacrifié en costume de femme dans un endroit mystérieux situé pas loin de la "maison rouge" pour un vœu (sans doutes, celui du petit Tsukasa) vu qu'il n'y avait plus de filles Kannagi un moment, il est apparu armé d'un poignard pour sauver Nene de filles remplies de haine qui allaient la tuer. C'est lui qui lui a fait réaliser que c'est Tsukasa et non le descendant d'Hanako qui était dans la "maison rouge". Il lui a aussi demandé de rester dans l'endroit car, il ne voulait pas devenir comme les filles. Nene étant effrayée, il a passé sa déclaration pour une blague. Il a fini par dire son prénom quand cette dernière le lui a demandé puis il est parti.

## Productions et supports

### Manga
Écrit et dessiné par AidaIro, Jibaku shōnen Hanako-kun (地縛少年花子くん) a débuté avec une version pilote à partir du numéro de juillet 2014 du magazine de prépublication de shōnen manga, le Monthly GFantasy, paru le 18 juin 2014. Ces trois chapitres pilotes ont été rassemblés avec un one shot, intitulé Itoshi no Living Dead (愛しのリビングデッド), pour être publié dans un volume tankōbon en décembre 2019. La série est officiellement lancée dans le numéro de janvier 2015 du Monthly GFantasy, sorti le 18 décembre 2014. Les chapitres sont rassemblés et édités dans le format tankōbon par Square Enix avec le premier volume publié en mai 2015 ; la série compte depuis le 26 juin 2025, vingt-quatre volumes tankōbon.
En Amérique du Nord, le manga est publié numériquement par la maison d'édition Yen Press depuis décembre 2017 sous le titre Toilet-Bound Hanako-kun. L'éditeur américain publie également la version physique depuis janvier 2020,. En décembre 2020, Pika Édition a annoncé l'acquisition de la licence du manga pour la version française et dont les deux premiers tomes ont été publiés en juin 2021,.
Une série dérivée, réalisée par le même auteur, est publiée sur le site web pixiv Comic depuis le 22 février 2018. Intitulée Hōkago shōnen Hanako-kun (放課後少年 花子くん), elle suit le quotidien de nos héros quand aucun incident ne se produit. Un premier volume tankōbon est publiée par Square Enix. La version française est éditée de nouveau par Pika Édition et la publication débute à partir du 3 avril 2024.
Au 24 août 2023, il y avait 9,6 millions de copies du titre en circulation.

### Anime
Une adaptation en une série télévisée d'animation a été annoncée par Square Enix dans le numéro d'avril 2019 du Monthly GFantasy, publié le 18 mars 2019,. Celle-ci est réalisée par Masaomi Andō chez Lerche avec les scripts écrits par Yasuhiro Nakanishi et les character designs de Mayuka Itō, accompagnée d'une bande originale composée par Hiroshi Takaki chez Pony Canyon,. La série est diffusée au Japon entre le 10 janvier 2020 et le 28 mars 2020 sur TBS, et un peu plus tard sur BS-TBS,. Douze épisodes composent la série répartis dans deux coffrets Blu-ray/DVD,.
Wakanim détient les droits de diffusion en simulcast de la série dans les pays francophones sous le titre Toilet-Bound Hanako-kun ; mais également en Allemagne, en Autriche, dans les pays nordiques et dans les pays russophones,,. En Amérique du Nord, la série est acquise par Funimation qui diffuse à la fois une version sous-titrée en simulcast et une version doublée en anglais.
La chanson de l'opening, intitulée No.7, est réalisée par le groupe Chibaku Shōnen Band (composé de Yoji Ikuta du groupe PENGUIN RESEARCH (ja), du musicien Masayoshi Ōishi (ja) et de ZiNG), tandis que celle de l'ending, intitulée Tiny Light, est interprétée par Akari Kitō,.
Une série nommée After-School Hanako-kun  composée de quatre épisodes et faisant suite à la saison 1 est annoncée. La série est diffusée du 13 octobre au 3 novembre 2023.
L'ending, intitulée Koi! Koi Koi (来い！濃い恋), est interprétée par Akari Kitō, frYu-ri Yoshida (ja), frChitose Morinaga (ja) et Mai Kanazawa,.
En novembre 2023, quatre épisodes faisant suite à la série After-School Hanako-kun sont annoncés et diffusés du 7 octobre au 28 octobre 2024. Une saison 2 est également annoncée. Elle est diffusée du 12 janvier au 30 mars 2025 sur TBS et les chaines affilées à JNN,. Pour la finale de la saison 2, un deuxième cours est diffusé depuis le 6 juillet 2025,,.
La chanson de l'opening, intitulée L'oN, est réalisée par Masayoshi Ōishi (ja), tandis que celle de l'ending, intitulée With a Wish, est interprétée par Akari Kitō,,,. La chanson de l'opening du deuxième cours, intitulée Kagome Kagome est interprétée de nouveau par Masayoshi Ōishi tandis que Akari Kitō, lui aussi interprètre de nouveau la chanson de l'ending, intitulée mo∞ent,,.

#### Liste des épisodes

##### Saison 1
| No                     | Titre français                              | Titre japonais               | Titre japonais                           | Date de 1re diffusion |
| No                     | Titre français                              | Kanji                        | Rōmaji                                   | Date de 1re diffusion |
| ---------------------- | ------------------------------------------- | ---------------------------- | ---------------------------------------- | --------------------- |
| 1                      | 1re esprit : Hanako, l'esprit des toilettes | 第一の怪 トイレの花子さん    | Dai ichi no kai : Toire no Hanako-san    | 11 janvier 2020       |
| [Chapitre 1]           |                                             |                              |                                          |                       |
| 2                      | 2e apparition: Les Fées                     | 第二の怪 ようせいさん        | Dai ni no kai : Yōsei-san                | 18 janvier 2020       |
| [Chapitre 2-3]         |                                             |                              |                                          |                       |
| 3                      | 3e esprit : L'Escalier Misaki (partie 1)    | 第三の怪 ミサキ階段 其の一   | Dai san no kai : Misaki kaidan Sono ichi | 25 janvier 2020       |
| [Chapitre 4-5-6]       |                                             |                              |                                          |                       |
| 4                      | 4e esprit : L'Escalier Misaki (partie 2)    | 第四の怪 ミサキ階段 其の二   | Dai yon no kai : Misaki kaidan Sono ni   | 1er février 2020      |
| [Chapitre 7]           |                                             |                              |                                          |                       |
| 5                      | 5e esprit : L'Arbre des déclarations        | 第五の怪 告白の木            | Dai go no kai : Kokuhaku no ki           | 8 février 2020        |
| [Chapitre 8-11]        |                                             |                              |                                          |                       |
| 6                      | 6e esprit : Les Archives de 16 heures       | 第六の怪 16時の書庫          | Dai roku no kai : 16-ji no shoko         | 15 février 2020       |
| [Chapitre 11-12-13-14] |                                             |                              |                                          |                       |
| 7                      | 7e esprit : Donuts                          | 第七の怪 ドーナツ            | Dai nana no kai : Dōnattsu               | 22 février 2020       |
| [Chapitre 15-16]       |                                             |                              |                                          |                       |
| 8                      | 8e esprit : Mitsuba                         | 第八の怪 ミツバ              | Dai hachi no kai : Mitsuba               | 29 février 2020       |
| [Chapitre 17-18-19-20] |                                             |                              |                                          |                       |
| 9                      | 9e esprit : L'Heure du thé                  | 第九の怪 お茶会              | Dai kyū no kai : Ochakai                 | 7 mars 2020           |
| [Chapitre 21-22]       |                                             |                              |                                          |                       |
| 10                     | 10e esprit : Le Miroir infernal             | 第九の怪 カガミジゴク        | Dai jū no kai : Kagami Jigoku            | 14 mars 2020          |
| [Chapitre 30-31-32]    |                                             |                              |                                          |                       |
| 11                     | 11e esprit : Le Miroir infernal (partie 2)  | 第九の怪 カガミジゴク 其の二 | Dai jū no kai : Kagami Jigoku Sono ni    | 21 mars 2020          |
| [Chapitre 33-34-35]    |                                             |                              |                                          |                       |
| 12                     | La Petite Sirène                            | 人魚姫                       | Ningyohime                               | 28 mars 2020          |
| [Chapitre 16-17-36]    |                                             |                              |                                          |                       |

##### After-School Hanako-kun

###### Première partie
| No | Titre français                                            | Titre japonais                                | Titre japonais                               | Date de 1re diffusion |
| No | Titre français                                            | Kanji                                         | Rōmaji                                       | Date de 1re diffusion |
| -- | --------------------------------------------------------- | --------------------------------------------- | -------------------------------------------- | --------------------- |
| 1  | After School Hanako-kun Mokke be ambitious                | 放課後の花子くん もっけの野望                 | Hōkago no Hanako-kun Mokke no yabō           | 13 octobre 2023       |
| 2  | La planche ouija La grande recherche d'amis de Mitsuba    | こっくりさん ミツバの友達大作戦               | Kokkuri-san Mitsuba no tomodachi dai sakusen | 20 octobre 2023       |
| 3  | L'esprhume Un Mokke rejoint notre famille                 | 怪異風邪 もっけが家にやってきた               | Kaii kaze Mokke ga ie ni yattekita           | 27 octobre 2023       |
| 4  | La vérité sur les Mokke La crèche pour monstres de Kamome | トゥルー・オブ・もっけ かもめモンスター保育園 | To~urū Obu mo kke Kamome monsutā hoikuen     | 3 novembre 2023       |

###### Deuxième partie
| No | Titre français                                                               | Titre japonais                                  | Titre japonais                                                      | Date de 1re diffusion |
| No | Titre français                                                               | Kanji                                           | Rōmaji                                                              | Date de 1re diffusion |
| -- | ---------------------------------------------------------------------------- | ----------------------------------------------- | ------------------------------------------------------------------- | --------------------- |
| 5  | Le cauchemar, la supérette                                                   | 悪夢 コンビニ                                   | Akumu Konbini                                                       | 7 octobre 2024        |
| 6  | L'estivomonstre – Hanako, la fille des toilettes L'estivomonstre – Le retour | 夏の魔物 ～地縛少女花子さん～ 夏の魔物 ～再来～ | Natsu no mamono ~Djibaku shōjo Hanako-san~ Natsu no mamono ~Sairai~ | 14 octobre 2024       |
| 7  | Les Mokke après les cours Le café après les cours                            | 放課後もっけ 放課後の喫茶店                     | Hōkago Mokke Hōkago no kissaten                                     | 21 octobre 2024       |
| 8  | Ghost Hotel                                                                  | ゴーストホテル                                  | Gōsuto hoteru                                                       | 28 octobre 2024       |

##### Saison 2
| No      | Titre français                                            | Titre japonais                            | Titre japonais                              | Date de 1re diffusion |
| No      | Titre français                                            | Kanji                                     | Rōmaji                                      | Date de 1re diffusion |
| ------- | --------------------------------------------------------- | ----------------------------------------- | ------------------------------------------- | --------------------- |
| 1 (13)  | Hanako, l'esprit des toilettes                            | イントロダクション                        | Intorodakushon                              | 12 janvier 2025       |
| 2 (14)  | Les gardiens de l'horloge                                 | 三人の時計守                              | Sannin no tokei mori                        | 19 janvier 2025       |
| 3 (15)  | Une recherche laborieuse                                  | さがしもの                                | Sagashimono                                 | 26 janvier 2025       |
| 4 (16)  | Ghost Hotel                                               | 夏灯り                                    | Natsu Akari                                 | 2 février 2025        |
| 5 (17)  | Mokke of the dead / La mélancolie du 3e mystère           | もっけ・オブ・ザ・デッド / 新・三番の憂鬱 | Mokke of the Dead / Shin・Sanban no yuuutsu | 9 février 2025        |
| 6 (18)  | Utopie                                                    | エソラゴト                                | Esoragoto                                   | 16 février 2025       |
| 7 (19)  | Divagations                                               | ヨマイゴト                                | Yomaigoto                                   | 23 février 2025       |
| 8 (20)  | Fantaisies                                                | キレイゴト                                | Kireigoto                                   | 3 mars 2025           |
| 9 (21)  | Cachotteries                                              | カクシゴト                                | Kakushigoto                                 | 9 mars 2025           |
| 10 (22) | Souhaits                                                  | ネガイゴト                                | Negaigoto                                   | 16 mars 2025          |
| 11 (23) | Monologue                                                 | ヒトリゴト                                | Hitorigoto                                  | 23 mars 2025          |
| 12 (24) | Illusions                                                 | 絵空事                                    | Esoragoto                                   | 30 mars 2025          |
| 13 (25) | Les contrôles de fin de semestre et la veillée de l'école | 期末試験と宿泊学習                        | Kimatsu shiken to shukuhaku gakushū         | 6 juillet 2025        |
| 14 (26) | Le monde des vivants et l'au-delà                         | 此岸と彼岸                                | Shigan to higan                             | 13 juillet 2025       |
| 15 (27) | Le sacrifice de la faucheuse                              | 死神の生贄                                | Shinigami no ikenie                         | 20 juillet 2025       |
| 16 (28) | Sumire                                                    | スミレ                                    | Sumire                                      | 27 juillet 2025       |
| 17 (29) | Aoi et Akane                                              | アオイとアカネ                            | Aoi to Akane                                | 3 août 2025           |
| 18 (30) | La rupture                                                | 断絶                                      | Danzetsu                                    | 10 août 2025          |
| 19 (31) | Rencontre fortuite                                        |                                           |                                             | 17 août 2025          |
| 20 (32) | La Maison rouge                                           | 赤い家                                    | Akai ie                                     | 24 août 2025          |

### Comédie musicale
Une comédie musicale intitulée Jibaku shōnen Hanako-kun: The Musical (地縛少年花子くん-The Musical-) est annoncée en décembre 2020,. Celle-ci est mise en scène par Kо̄tarо̄ Yoshitani avec un scénario et des paroles de Sayaka Asai ; Rika Mizuno est créditée en tant que directrice musical et professeure de chant tandis que MAMORU s'occupe de la chorégraphie. Elle sera jouée au Cool Japan Park Osaka TT Hall à Osaka du 22 janvier 2021 au 24 janvier 2021 et au Tokyo Dome City Theater G-Rossoà Tokyo du 28 janvier 2021 au 31 janvier 2021.

#### Distribution
| Personnage      | Acteur/Actrice |
| --------------- | -------------- |
| Hanako-kun      | Eito Konishi   |
| Nene Yashiro    | Akari Takaishi |
| Kou Minamoto    | Riki Tanimizu  |
| Tsukasa         | Ginga Shitara  |
| Mitsuba         | Daiki Mihara   |
| Aoi Akane       | Fuyuna Asakura |
| Yako            | Karen Sakura   |
| Sakura Nanamine | Yūna Sekine    |
| Hyūga Natsuhiko | Hiromu Kuroda  |
| Tsuchigomori    | Yūya Asato     |